# You Xiaodi
You Xiaodi (chinesisch 尤晓迪, Pinyin Yóu Xiǎodí; * 12. Mai 1996) ist eine chinesische Tennisspielerin.

## Karriere
Xiaodi spielt hauptsächlich auf Turnieren der ITF Women’s World Tennis Tour, auf der sie bereits sechs Einzel- und 18 Doppeltitel gewinnen konnte. Im September und Oktober 2014 gewann sie dreimal hintereinander die Doppelkonkurrenzen bei ITF-Turnieren in Antalya. Bei den Shenzhen Open erhielt sie 2014 von der Turnierorganisation eine Wildcard und spielte damit erstmals im Hauptfeld eines WTA-Turniers; sie verlor mit Doppelpartnerin Liu Fangzhou in der ersten Runde gegen Monica Niculescu und Klára Zakopalová mit 6:74 und 2:6.
Ihre besten Weltranglistenplatzierungen erreichte sie mit Rang 293 im Einzel und Rang 102 im Doppel.

## Turniersiege

### Einzel
| Nr. | Datum              | Turnier         | Kategorie   | Belag     | Finalgegnerin      | Ergebnis  |
| --- | ------------------ | --------------- | ----------- | --------- | ------------------ | --------- |
| 1.  | 21. Juni 2015      | Anning          | ITF $10.000 | Sand      | Sowianya Bavisetti | 7:5, 6:3  |
| 2.  | 6. September 2015  | Yeongwol        | ITF $10.000 | Hartplatz | Han Sung-hee       | 6:1, 6:3  |
| 3.  | 13. September 2015 | Yeongwol        | ITF $10.000 | Hartplatz | Zhao Di            | 7:5, 6:2  |
| 4.  | 30. Juni 2019      | Naiman          | ITF $25.000 | Hartplatz | Gao Xinyu          | 6:3, 6:3  |
| 5.  | 1. September 2019  | Jinan           | ITF $60.000 | Hartplatz | Kaylah McPhee      | 6:3, 7:65 |
| 6.  | 1. März 2020       | Rancho Santa Fe | ITF $25.000 | Hartplatz | Rebecca Šramková   | 6:4, 7:65 |

### Doppel
| Nr. | Datum              | Turnier             | Kategorie      | Belag             | Partnerin        | Finalgegnerinnen                       | Ergebnis          |
| --- | ------------------ | ------------------- | -------------- | ----------------- | ---------------- | -------------------------------------- | ----------------- |
| 1.  | 15. August 2014    | Istanbul            | ITF $10.000    | Hartplatz         | Wang Yan         | Gao Xinyu Yang Zhaoxuan                | kampflos          |
| 2.  | 27. September 2014 | Antalya             | ITF $10.000    | Hartplatz         | Wang Yan         | Harriet Dart Jessica Simpson           | 6:1, 3:6, [10:8]  |
| 3.  | 4. Oktober 2014    | Antalya             | ITF $10.000    | Hartplatz         | Ye Qiuyu         | Déborah Kerfs Camilla Rosatello        | 7:5, 2:6, [10:8]  |
| 4.  | 11. Oktober 2014   | Antalya             | ITF $10.000    | Hartplatz         | Ye Qiuyu         | Kateřina Kramperová Daiana Negreanu    | 7:63, 5:7, [10:6] |
| 5.  | 21. März 2015      | Jiangmen            | ITF $10.000    | Hartplatz         | Zhu Aiwen        | Xin Yuan Ye Qiuyu                      | 4:6, 7:5, [10:4]  |
| 6.  | 3. Oktober 2015    | Zhuhai              | ITF $50.000    | Hartplatz         | Xu Shilin        | Irina Chromatschowa Emily Webley-Smith | 3:6, 6:2, [10:4]  |
| 7.  | 5. Februar 2016    | Launceston          | ITF $75.000    | Hartplatz         | Zhu Lin          | Nadija Kitschenok Mandy Minella        | 2:6, 7:5, [10:7]  |
| 8.  | 21. Mai 2016       | Zhengzhou           | ITF $50.000    | Hartplatz         | Xun Fangying     | Oqgul Omonmurodova Michaela Hončová    | 1:6, 6:2, [10:7]  |
| 9.  | 2. Juni 2016       | Helsingborg         | ITF $25.000    | Sand              | Tian Ran         | Cornelia Lister Anna Morgina           | 6:4, 6:3          |
| 10. | 19. November 2016  | Shenzhen            | ITF $100.000   | Hartplatz         | Nina Stojanović  | Han Xinyun Zhu Lin                     | 6:4, 7:66         |
| 11. | 8. April 2017      | Scharm asch-Schaich | ITF $15.000    | Hartplatz         | Ana Veselinović  | Ola Abou Zekry Sandra Samir            | 6:3, 7:5          |
| 12. | 15. April 2017     | Scharm asch-Schaich | ITF $15.000    | Hartplatz         | Ana Veselinović  | Laura-Ioana Andrei Melanie Klaffner    | 2:6, 7:5, [13:11] |
| 13. | 10. September 2017 | Dalian              | WTA Challenger | Hartplatz         | Lu Jingjing      | Guo Hanyu Ye Qiuyu                     | 7:62, 4:6, [10:5] |
| 14. | 10. August 2018    | Jinan               | ITF $60.000    | Hartplatz         | Wang Xinyu       | Hsieh Shu-ying Lu Jingjing             | 6:3, 6:75, [10:2] |
| 15. | 25. August 2018    | Tsukuba             | ITF $25.000    | Hartplatz         | Akiko Omae       | Naiktha Bains Hiroko Kuwata            | 6:0, 7:64         |
| 16. | 11. Mai 2019       | Lu’an               | ITF $60.000    | Hartplatz         | Beatrice Gumulya | Mai Minokoshi Erika Sema               | 6:1, 7:5          |
| 17. | 15. Juni 2019      | Hengyang            | ITF $25.000    | Hartplatz         | Zhang Ying       | Sun Xuliu Zhao Qianqian                | 6:1, 6:0          |
| 18. | 30. Januar 2021    | Andrézieux-Bouthéon | ITF $60.000    | Hartplatz (Halle) | Lu Jiajing       | Paula Kania-Choduń Katarina Sawazka    | 6:3, 6:4          |
| 19. | 10. Februar 2024   | Burnie              | ITF W75        | Hartplatz         | Tang Qianhui     | Ma Yexin Alana Parnaby                 | 6:4, 7:5          |